# Joachim Fischer Nielsen
Joachim Fischer (ur. 23 listopada 1978 w Kopenhadze) – duński badmintonista, brązowy medalista olimpijski w grze mieszanej. W grze mieszanej występuje w z nim w parze Christinna Pedersen.
Największym jego sukcesem jest brązowy medal igrzysk olimpijskich w Londynie w grze mieszanej.